# 8575 Seishitakeuchi
8575 Seishitakeuchi è un asteroide della fascia principale. Scoperto nel 1996, presenta un'orbita caratterizzata da un semiasse maggiore pari a 2,2214603 UA e da un'eccentricità di 0,2160827, inclinata di 4,00654° rispetto all'eclittica.